# Barend Barentsen
Barend Barentsen (Valkenisse, 13 juni 1972) is een Nederlands jurist gespecialiseerd in het arbeidsrecht. Barentsen is hoogleraar aan de Universiteit Leiden.
Barentsen volgde het vwo aan de Stedelijke Scholengemeenschap Middelburg, waar hij in 1990 eindexamen deed. Aansluitend studeerde hij rechten aan de Universiteit Leiden, waar hij in 1996 cum laude afstudeerde met als specialisatie het civiel recht. Tijdens zijn studie werd hij lid van Mordenate College, de studievereniging voor excellente rechtenstudenten opgericht door Hein Schermers. Na zijn afstuderen werd hij junior onderzoeker, later promovendus en docent sociaal recht, aan de Leidse rechtenfaculteit, waar hij op 10 april 2003 promoveerde op het proefschrift Arbeidsongeschiktheid. Aansprakelijkheid, bescherming en compensatie; promotoren waren Alex Brenninkmeijer en Ton Hartlief. Na zijn promotie werd Barentsen gerechtsauditeur bij het wetenschappelijk bureau van de Hoge Raad der Nederlanden, maar in 2007 keerde hij weer terug naar de Universiteit Leiden als universitair hoofddocent sociaal recht.
In 2012 werd Barentsen benoemd tot bijzonder hoogleraar op de Albeda-leerstoel, met als leeropdracht "Arbeidsverhoudingen in de publieke sector". Hij hield zijn oratie, getiteld The wounded soldiers of bureaucracy, op 28 september 2012. In oktober van dat jaar werd hij ook benoemd tot gewoon hoogleraar sociaal recht. Sinds 2007 is hij tevens raadsheer-plaatsvervanger in de Centrale Raad van Beroep en sinds 2016 ook bij het Gerechtshof Den Haag. Hij is redacteur van Uitspraken Sociale Zekerheid en het Tijdschrift voor Recht en Arbeid. In 2019 won hij de prijs voor beste hoorcollegedocent van de Leidse rechtenfaculteit. Barentsen is auteur van onder andere Wet verbetering poortwachter (2002, samen met J.M. Fleuren-van Walsem), Wet werk en inkomen naar arbeidsvermogen (2006), Inleiding Nederlands sociaal recht (met Guus Heerma van Voss), en redacteur van Arresten Arbeidsrecht (met Yvonne Erkens).
- Gemeinsame Normdatei: 173755399
- International Standard Name Identifier: 0000 0003 8550 2159
- Système universitaire de documentation: 133547809
- Virtual International Authority File: 239490599